# Lesław Bartelski

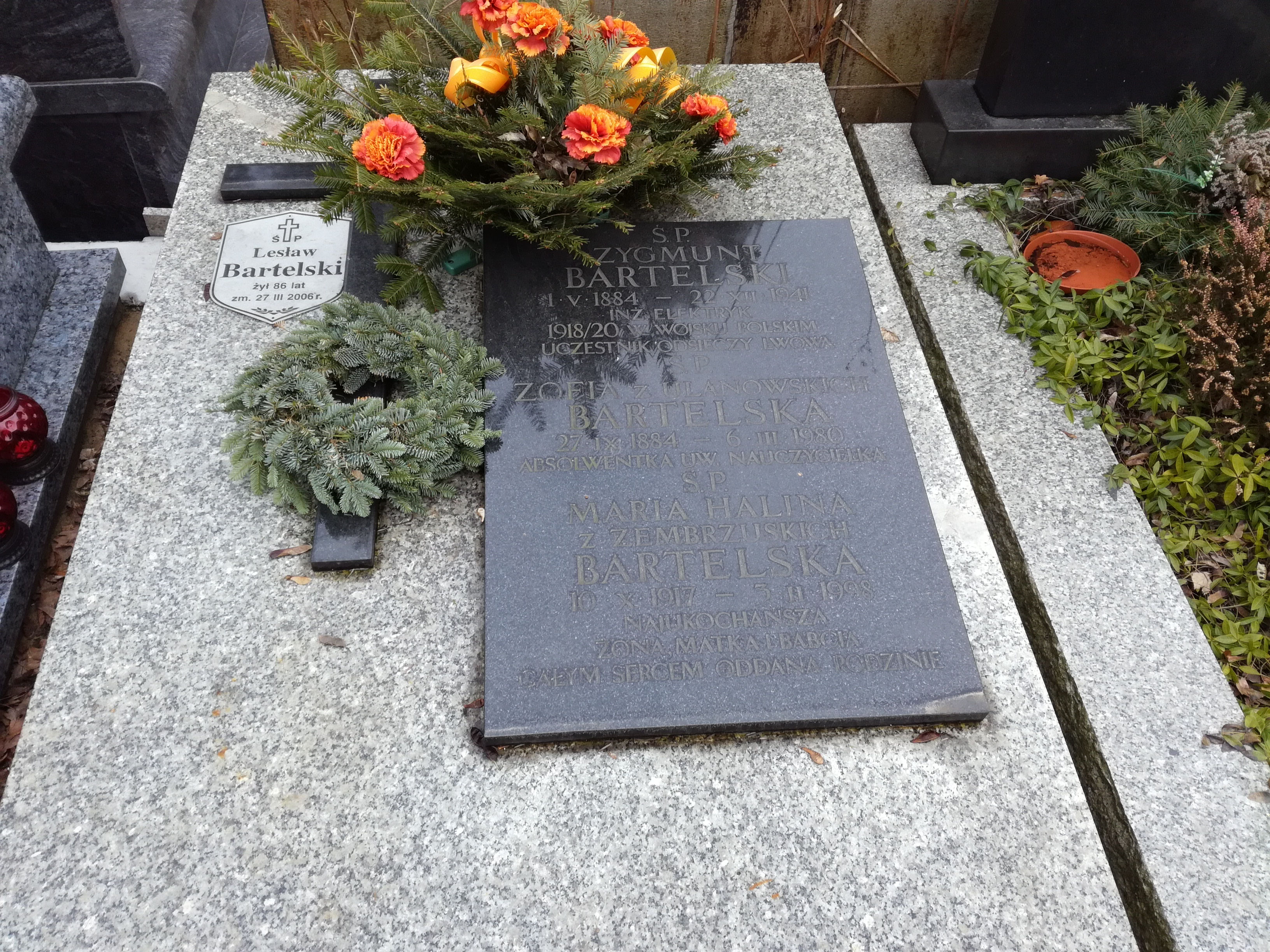
Grób Lesława Bartelskiego na cmentarzu Bródnowskim w Warszawie

Lesław Marian Bartelski (ur. 8 września 1920 w Warszawie, zm. 27 marca 2006 tamże) – polski krytyk literacki, prozaik, publicysta, poeta, żołnierz Armii Krajowej i uczestnik powstania warszawskiego, działacz Związku Literatów Polskich, redaktor czasopism literackich.

## Życiorys
Urodził się w rodzinie Zygmunta (1884–1941) i Zofii z Ulanowskich (1884–1980). Dzieciństwo spędził w Warszawie i na Górnym Śląsku, w Królewskiej Hucie (od 1935 r. Chorzów). Uczeń Gimnazjum Państwowego im. Mickiewicza w Warszawie (matura w 1938 r.), student Wydziału Prawa Uniwersytetu Warszawskiego od 1938 r., podczas okupacji niemieckiej na tajnych kompletach UW (magisterium w 1948 r.).
W 1939 r. ochotnik w obronie Pragi (336 pułk piechoty, odcinek Saska Kępa). W okresie okupacji działacz podziemia kulturalnego, w latach 1942–1944 członek grupy literackiej związanej z czasopismem „Sztuka i Naród”. W 1944 skończył kurs sprawozdawców wojennych.
W latach 1941–1945 żołnierz TOW oraz AK. Brał udział w powstaniu warszawskim w dowództwie pułku „Baszta” i Komendzie V Obwodu Mokotów. Po upadku powstania wywieziony na roboty przymusowe na Dolny Śląsk, uciekł z obozu pracy i przedostał się do Generalnego Gubernatorstwa, gdzie w Częstochowie został oficerem Biura Informacji i Propagandy Komendy Głównej AK aż do jej rozwiązania. Jesienią 1945 r. po ujawnieniu się zweryfikowany przez Departament Personalny MON jako ppor. czasu wojny.
W latach 1945–1972 redaktor czasopism m.in. „Polski Zbrojnej” (1946), „Nowin Literackich” (1947–1948), kierownik audycji poetyckich Polskiego Radia (1949–1951), czasopisma kulturalno-społecznego „Wieś” (1952–1953), tygodnika „Nowa Kultura” (1953–1963), tygodnika Kultura (1963–1972). W latach 1970-71 na Uniwersytecie Warszawskim prowadził wykłady o literaturze podziemnej. 
W latach 1972–1978 był prezesem warszawskiego oddziały Związku Literatów Polskich, 1989 wiceprezes ZLP, od 2000 honorowy prezes ZLP. Wieloletni członek władz naczelnych ZBoWiD (od 1969 zastępca sekretarza Rady Naczelnej, od 1979 r. wiceprezes Rady Naczelnej organizacji) oraz Rady Ochrony Pamięci Walk i Męczeństwa. W lutym 1989 r. wszedł w skład działającej przy tej Radzie Komisji do spraw Upamiętnienia Ofiar Represji Okresu Stalinowskiego. Przewodniczący Społecznego Komitetu Budowy pomnika Bolesława Prusa, członek Społecznego Komitetu Budowy Pomnika Powstania Warszawskiego, członek Społecznego Komitetu Budowy Pomnika Państwa Podziemnego i AK. W sierpniu 1984 r. wszedł w skład Obywatelskiego Komitetu Obchodów 40. Rocznicy Powstania Warszawskiego.
Był wieloletnim radnym Rady Narodowej m.st. Warszawy (1969–1984) i jej wiceprzewodniczącym (1973–1980). Od 1987 był członkiem Obywatelskiego Konwentu Konsultacyjnego przy przewodniczącym Rady Narodowej m. st. Warszawy.
Nie angażował się w działalność opozycyjną. Jak ustaliła Joanna Siedlecka, Służba Bezpieczeństwa próbowała wielokrotnie pozyskać go do współpracy, ale odmawiał. W 1974 roku podczas pogrzebu Melchiora Wańkowicza w imieniu Związku Literatów Polskich wygłosił przemówienie, w którym przedstawił zmarłego jako wielkiego pisarza, dobrego patriotę i człowieka uczciwego, nękanego przez władze PRL. To wszystko sprawiło, że – jak sądzi Siedlecka – SB rozpuszczało w środowisku literackim plotki dyskredytujące Bartelskiego i sugerujące jego współpracę z organami bezpieczeństwa.
Został pochowany 6 kwietnia 2006 na cmentarzu Bródnowskim (kwatera 12B-4-10).

## Życie prywatne
Był mężem Marii Haliny z Zembrzuskich (1917–1998).

## Twórczość
Zadebiutował w czasie wojny, w roku 1944. Jest autorem ponad 50 pozycji wydawniczych. Głównym tematem jego twórczości są losy Pokolenia Kolumbów. Do najważniejszych pozycji należą powieści Genealogia ocalonych (1963) oraz Termopile literackie (2002), jak również popularne monografie Powstanie warszawskie (1965), Mokotów 1944 (1971), Pułk AK „Baszta” (1990) oraz wydawawy kilkukrotnie leksykon Polscy pisarze współcześni.

### Powieści
- 1951 – Ludzie zza rzeki
- 1958 – Pejzaż dwukrotny[1]
- 1959 – Droga na Glockner; kryminał
- 1962 – Złota mahmudija
- 1964 – Wodorosty
- 1968 – Dialog z cieniem
- 1973 – Niedziela bez dzwonów
- 1975 – Krwawe skrzydła
- 1978 – Rajski ogród[1]

### Poezja, wspomnienia, opracowania
- 1948 – Przeciw zagładzie
- 1949 – Patrol między murami
- 1963 – Genealogia ocalonych
- 1963 – Jeździec z Madary
- 1965 – Powstanie warszawskie
- 1966 – Dąbrowska[1]
- 1967 – W kręgu bliskich
- 1968 – Walcząca Warszawa
- 1970 – Polscy pisarze współcześni
- 1970 – Żukrowski[1]
- 1974 – Z głową na karabinie
- 1983 – Cień wojny[9]
- 1988 – Pieśń niepodległa[10]
- 1990 – Pułk AK Baszta[11]
- 1990 – AK. Podziemna armia (t. I)
- 1993 – AK. Czas bitew (t. II)
- 1993 – Krzyż AK[12]
- 1997 – W znaku Baszty[13]
- 1999 – Getto. Warszawskie Termopile 1943
- 2000 – Praga. Warszawskie Termopile 1944
- 2002 – Termopile literackie[14]
- 2002 – „Obroża”. Warszawskie Termopile 1944
- 2004 – Mokotów. Warszawskie Termopile 1944
- 2006 – Ale zabaffa![15]

## Ordery i odznaczenia
- Krzyż Komandorski z Gwiazdą Orderu Odrodzenia Polski (4 marca 2002)[16][17][18]
- Order Sztandaru Pracy II klasy[19]
- Krzyż Komandorski Orderu Odrodzenia Polski (1980)[17][20]
- Krzyż Oficerski Orderu Odrodzenia Polski (1972)[17]
- Krzyż Kawalerski Orderu Odrodzenia Polski (1966)[17]
- Krzyż Walecznych[20]
- Medal Wojska (czterokrotnie)[19]
- Złoty Krzyż Zasługi (11 lipca 1955)[21]
- Krzyż Partyzancki[19]
- Warszawski Krzyż Powstańczy[22]
- Krzyż Armii Krajowej[20]
- Medal za Warszawę 1939–1945[19]
- Medal „Za udział w wojnie obronnej 1939”[19]
- Medal 40-lecia Polski Ludowej (1984)[23]
- Złoty Medal „Za zasługi dla obronności kraju” (1974)[24]
- Krzyż „Za Zasługi dla ZHP” (1972)[25]
- Złota Odznaka honorowa „Za Zasługi dla Warszawy” (1970)[26]
- Order Cyryla i Metodego I klasy (Ludowa Republika Bułgarii, 1968)[20][27]

## Nagrody
- 1951 – Nagroda Państwowa III stopnia za powieść pt. Ludzie zza rzeki[2][28]
- 1951 – nagroda Ministerstwa Kultury i Sztuki za powieść pt. Ludzie zza rzeki[2]
- 1962 - Wyróżnienie Ministra Obrony Narodowej w dziedzinie literatury za powieść "Wieniec" (1962)[29][2]
- 1969 – Nagroda miasta Warszawy
- 1969 – Nagroda Ministerstwa Obrony Narodowej II stopnia
- 1969 – Nagroda im. Włodzimierza Pietrzaka
- 1971 – Wyróżnienie Ministra Obrony Narodowej za Mokotów 1944
- 1976 - Dyplom honorowy Związku Pisarzy ZSRR[30]
- 1977 – Nagroda Ministerstwa Kultury i Sztuki I stopnia
- 1985 – Nagroda im. Włodzimierza Pietrzaka
- 1988 - Nagroda Życia Literackiego za książkę Pieśń Niepodległa[31]
- 1991 – Nagroda Prezydenta Warszawy
- 1999 – Nagroda Literacka im. Władysława Reymonta[32]